# Zederhaus
Zederhaus är en ort och kommun  i Österrike. Den ligger i distriktet Tamsweg i förbundslandet Salzburg, 250 km sydväst om huvudstaden Wien.